# Воля-Пясецька
Воля-Пясецька (пол. Wola Piasecka) — село в Польщі, у гміні П'яскі Свідницького повіту Люблінського воєводства.
Населення — 352 особи (2011).

## Демографія
Демографічна структура станом на 31 березня 2011 року:
|          | Загалом | Допрацездатний вік | Працездатний вік | Постпрацездатний вік |
| -------- | ------- | ------------------ | ---------------- | -------------------- |
| Чоловіки | 176     | 29                 | 127              | 20                   |
| Жінки    | 176     | 41                 | 92               | 43                   |
| Разом    | 352     | 70                 | 219              | 63                   |